# Rottaler Pferd
Das Rottaler Pferd ist ein kräftiges Warmblutpferd, das bis Mitte des 20. Jahrhunderts die im niederbayerischen Rottal vorherrschend gezüchtete Rasse war.
Hintergrundinformationen zur Pferdebewertung und -zucht finden sich unter: Exterieur, Interieur und Pferdezucht.

## Exterieur

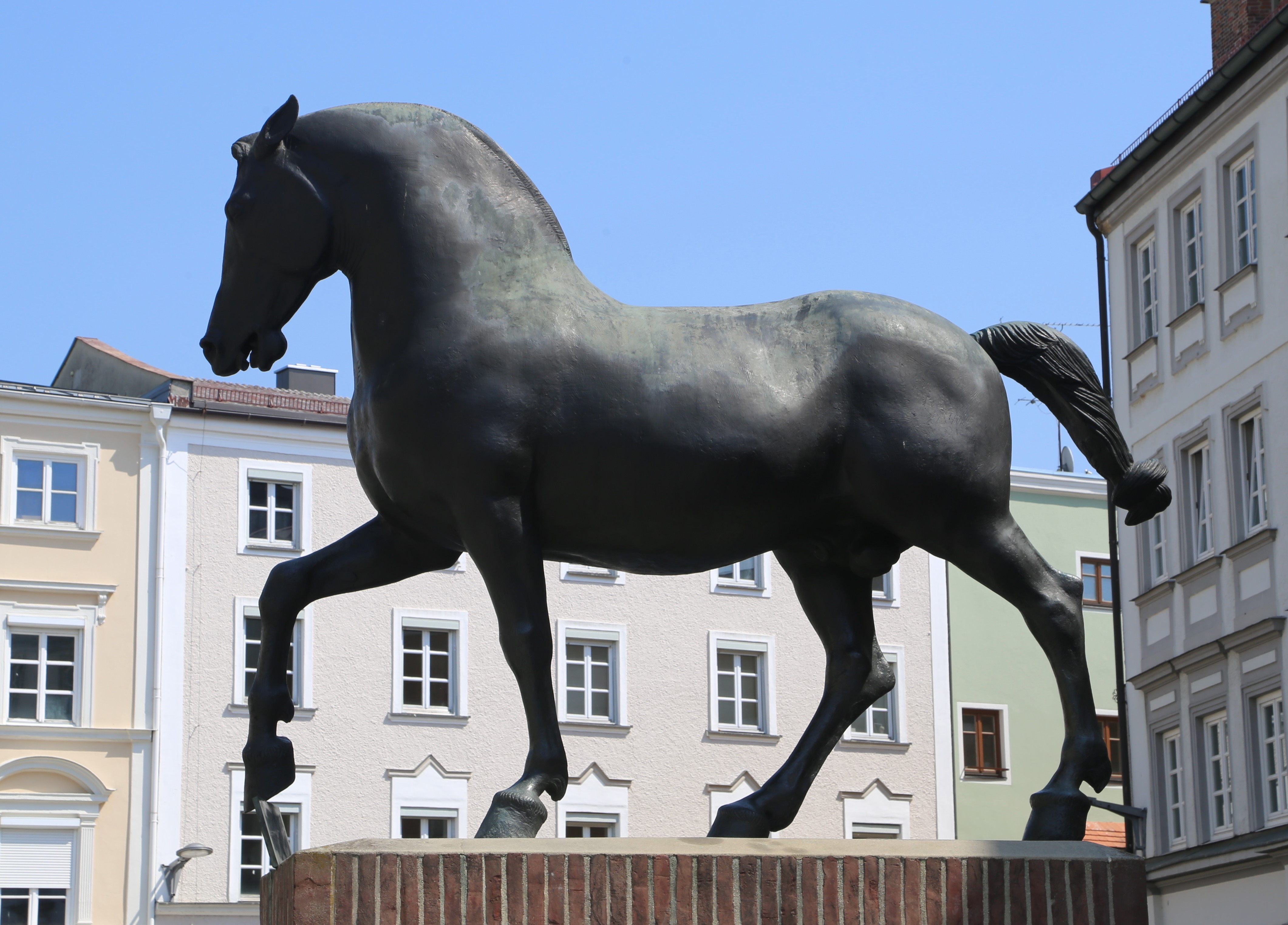
Denkmal für das Rottaler Pferd in Pfarrkirchen

Das Rottaler Pferd ist ein mittelgroßes, vielseitig verwendbares, harmonisch gebautes, tiefes, breites, starkknochiges und edles Warmblutpferd.

## Interieur
Der Rottaler ist ein Vielzweckpferd, das sich zum Reiten und Fahren ebenso eignet wie zum Voltigieren oder als Therapiepferd. Bei der Zucht wird viel Wert auf einen ausgeglichenen, gutmütigen Charakter gelegt.

## Zuchtgeschichte
Die Pferderasse Rottaler stammt in ihrem Ursprung aus dem niederbayerischen Rottal und geht bis in das 9. Jahrhundert zurück. Die erste Erwähnung des Rassenbegriffs „Rottaler Pferd“ stammt aus dem Jahr 1872, vorher wurden die im Rottal gezüchteten Pferde als Rottaler bezeichnet, es gab dort eine Vielzahl unterschiedlicher Pferdetypen mit bestimmten Eigenschaften. Die Pferde mit arabischer Blutführung, einhergehend mit unterschiedlichen Einkreuzungen, dienten als Grundlage für die Zucht des Rottalers. Als Grundlage für die Zucht des Rottalers, wurden zuvor alle rund um Rottal gezüchteten Pferde als Rottaler bezeichnet, so bekam die Rassebezeichnung hierdurch zum ersten Mal eine konkrete Bedeutung, auch wenn der eigentliche Rassebegriff erst Ende des 19. Jahrhunderts erwähnt wurde. Im 16. Jahrhundert sollte die Landrasse veredelt werden. Zu diesem Zweck ließ Herzog Albrecht IV. im Jahr 1558 wertvolle Deckhengste auf Klosterhöfe verteilen. Wichtige Impulse zur Zucht des Rottalers kamen sowohl vom Militär, wo das kräftige Allzweckpferd gerne für die Artillerie und auch für die leichte Reiterei (z. B. bei den Chevauleger) eingesetzt wurde, aber auch von den lokalen Bauern, welche größtenteils über die Stuten verfügten und gerne für ihre eigenen Zwecke züchteten.
Der Rottaler gilt neben der ostfriesischen als die älteste geschichtlich erwähnte deutsche Pferdezucht. Er wurde auf der Grundlage ungarischer Beutepferde mit arabischer Blutführung seit dem 10. Jahrhundert mit verschiedensten Einkreuzungen gezüchtet.
Die Zucht des Rottalers ging Ende des zwanzigsten Jahrhunderts im Wesentlichen im Bayerischen Warmblut auf. Das Rottaler Pferd wurde 2000 von der Gesellschaft zur Erhaltung alter und gefährdeter Haustierrassen (GEH) zur „Gefährdeten Nutztierrasse des Jahres“ erklärt. Der Rottaler gilt heute (2005) als vom Aussterben bedroht und als seltenste Pferderasse Europas. Hobbyzüchter versuchen vor allem in Bayern, den Rottaler als Rasse zu erhalten. Das Land Bayern bezuschusst die Haltung von Rottalern finanziell. Der Bestand 2019 lag bei 29 Zuchtstuten und 3 Zuchthengsten. Der Gesamtbestand der gemeldeten und eingetragenen Rottaler Pferde beträgt 80 Tiere.